# Charlot al pattinaggio
Charlot al pattinaggio (The Rink), conosciuto anche come Charlot pattinatore, Charlot a rotelle o Accidenti alle rotelle, è un film interpretato, diretto, scritto e prodotto da Charlie Chaplin; fu proiettato la prima volta il 4 dicembre 1916. Il film fu criticato da alcuni per il fatto che Charlot nella storia imperversasse con una sorta di egotismo, senza che i suoi avversari riuscissero mai a picchiarlo o ad acciuffarlo.

## Trama
Cameriere dai modi singolari in un ristorante, Charlot compila il conto al cliente Mr. Stout seguendo degli appunti errati presi da lui sul suo taccuino; così le macchie di pomodoro sulla cravatta del cliente che si era preso a causa della sbadataggine di Charlot, equivarrebbero secondo il cameriere stesso ad una pasta, l'unto sulle basette all'anguria! Mr. Stout infuriato se ne va e minaccia di non mettere più piede in quel ristorante. Charlot tuttavia non ci fa caso e, spostandosi velocemente con grandi acrobazie sui suoi pattini a rotelle continua a servire i suoi clienti, combinando sempre guai. Addirittura un gatto intrufolatosi dalla cucina, sgattaiola da sotto il coperchio sul tavolo del cliente sbalordito, che credeva stesse per mangiare la specialità della casa offertagli dal provetto Charlot!
Nella pausa pranzo Charlot si ritempra nella vicina sala da pattinaggio dove sorprende i presenti per la sua sorprendente abilità e grazia, attirando l'attenzione di una bella pattinatrice, contesa però con un cliente del ristorante (sempre il corpulento Mr. Stout) la cui precarietà sulle rotelle fornirà a Charlot la possibilità di ridicolizzarlo. La ragazza successivamente invita il cameriere, che a lei si presenta come nobiluomo, alla festa che ha organizzato per la serata proprio sulla pista. Mr. Stout è indignatissimo e medita la vendetta.
Alla ripresa del lavoro al ristorante, Charlot troverà ad attenderlo per i suoi servigi delle eccentriche coppie di amanti, delle quali gli uomini sono interessati alle donne degli altri, e viceversa. Tutti si ritroveranno infine alla festa sulle rotelle dove saranno più o meno vittime stordite dalle vorticose piroette di Charlot, che alla fine sfuggirà ai propositi di rivalsa di Mr. Stout e dal tentativo di arresto di alcuni poliziotti intervenuti per riportare la calma (visto che con Mr. Stout è scoppiata una vera e propria rissa), scappando in strada e allontanandosi sfruttando il traino di un'automobile di passaggio, inseguito da tutta la comitiva.